# ホーバル・ニールセン
ホーバル・ニールセン（Håvard Nielsen 、1993年7月15日 - ）は、ノルウェー・オスロ出身のプロサッカー選手。SpVggグロイター・フュルト所属。ポジションは、フォワード。

## 経歴
2007年、14歳でヴォレレンガ・フォトバルの下部組織に入団。2009年10月5日、ティッペリーガエン・ヴァイキングFK戦でトップチームデビュー。2011年1月、ヴォレレンガと3年契約を結んだ。
2012年7月、レッドブル・ザルツブルクに移籍。2014年1月、ブンデスリーガのアイントラハト・ブラウンシュヴァイクにレンタル移籍。1月26日のヴェルダー・ブレーメン戦で加入後初出場。
2015年冬、SCフライブルクに移籍。2019年1月、MSVデュースブルクにレンタル移籍。
2022年6月8日、ハノーファー96へ2年契約で移籍した。

## 代表歴
U15年代からノルウェー代表に選出されている。

### ゴール
| # | 年月日         | 会場       | 対戦国     | スコア | 結果 | 大会               |
| - | -------------- | ---------- | ---------- | ------ | ---- | ------------------ |
| 1 | 2012年11月14日 | ブダペスト | ハンガリー | 1–0    | 2–0  | 親善試合           |
| 2 | 2014年10月13日 | オスロ     | ブルガリア | 2–1    | 2–1  | UEFA EURO 2016予選 |

## タイトル
フォルトゥナ・デュッセルドルフ
- 2. ブンデスリーガ:2017-18